# Arachnothera clarae
Arachnothera clarae là một loài chim trong họ Nectariniidae.